# اسپت
اِسپَت (به انگلیسی: Spat) با نماد S یا sp با ریشه (به انگلیسی: Spatium) به معنی آسمان در زبان لاتین یکای اندازه‌گیری زاویه فضایی است. ۱ اسپت برابر ۴π استرادیان یا نزدیک به ۴۱،۲۵۳ درجه مربع زاویه فضایی است. همینطور اسپت، زاویه فضایی بسط‌یافته در کانون یک کره است.
اسپت با نماد S یک واحد منسوخ برای اندازه‌گیری دوری در ستاره‌شناسی است. اندازه آن ۱ میلیارد کیلومتر (۱ ترامتر یا ۱۲۱۰ متر) برابر ۶/۶۸۴۶ یکای ستاره‌ای، ۱/۰۵۷×۱۰-۴ سال نوری یا ۳/۲۴×۱۰-۵ پارسک است.